# Stanislaus Min Ko
Stanislaus Min Ko (* 1. Februar 1973 in Okpho Township, Tharrawaddy District, Bago-Region) ist ein myanmarischer römisch-katholischer Geistlicher und Koadjutorbischof von Hpa-an.

## Leben
Stanislaus Min Ko studierte Philosophie am Priesterseminar St. Joseph im Erzbistum Mandalay und Theologie am Priesterseminar des Erzbistums Yangon, für das er am 20. Dezember 2003 das Sakrament der Priesterweihe empfing.
Nach der Priesterweihe war er bis zu seiner Ernennung zum Bischof in verschiedenen Gemeinden in der Pfarrseelsorge tätig. Mit der Errichtung des Bistums Hpa-an am 24. Januar 2009 wurde er in dessen Klerus inkardiniert. Ab 2023 war er Pfarrer an der Christkönigskirche in Thaton sowie Vorsitzender der diözesanen Liturgiekommission.
Papst Franziskus ernannte ihn am 13. Juli 2024 zum Koadjutorbischof von Hpa-an. Der Erzbischof von Yangon, Charles Maung Kardinal Bo SDB, spendete ihm am 22. September desselben Jahres in der Kathedrale von Hpa-an die Bischofsweihe. Mitkonsekratoren waren der Bischof von Hpa-an, Justin Saw Min Thide, und Noel Saw Naw Aye, Weihbischof in Yangon.